# Micrathyria occipita
Micrathyria occipita is een libellensoort uit de familie van de korenbouten (Libellulidae), onderorde echte libellen (Anisoptera).
De wetenschappelijke naam Micrathyria occipita is voor het eerst geldig gepubliceerd in 1992 door Westfall.